# Univerza v Splitu
Univerza v Splitu (izvirno hrvaško Sveučilište u Splitu) je javna univerza s sedežem v Splitu v Dalmaciji na Hrvaškem. Ustanovljena je bila leta 1974. Okoli 2003 je univerza pripojila nekdanjo visoko šolo - Veleučilište u Splitu. Univerza ima 11 fakultet, 4 univerzitetne oddelke in eno umetniško akademijo (stanje 2024).

## Rektorji
Univerzo so od ustanovitve vodili naslednji rektorji:
- Dinko Foretić (1975-1978/9)
- Pavao Domančić (1978-1980)
- Anton Afrić (1980-1982)
- Ivo Borković (1982-1984)
- Milojko Ćišić (1984-1987)
- Stjepan Lipanović (1987-1989)
- Josip Lovrić (1989-1992)
- Dražen Štambuk (v.d.; 1992/1993)
- Petar Slapničar (1994-1998)
- Ivo Babić (1998-2002)
- Ivan Pavić (2002-2014)
- Šimun Anđelinović (2014-2018)
- Dragan Ljutić (2018-)

## Članice
- Ekonomska fakulteta
- Fakulteta za elektrotehniko, strojništvo in ladjedelništvo
- Fakulteta za gradbeništvo in arhitekturo
- Fakulteta za kemijsko tehnologijo
- Filozofska fakulteta
- Katoliška teološka fakulteta
- Kineziološka fakulteta
- Medicinska fakulteta
- Naravoslovno-matematična fakulteta
- Pomorska fakulteta
- Pravna fakulteta
- Umetnostna akademija